# Kawartha Lakes

położenie miasta

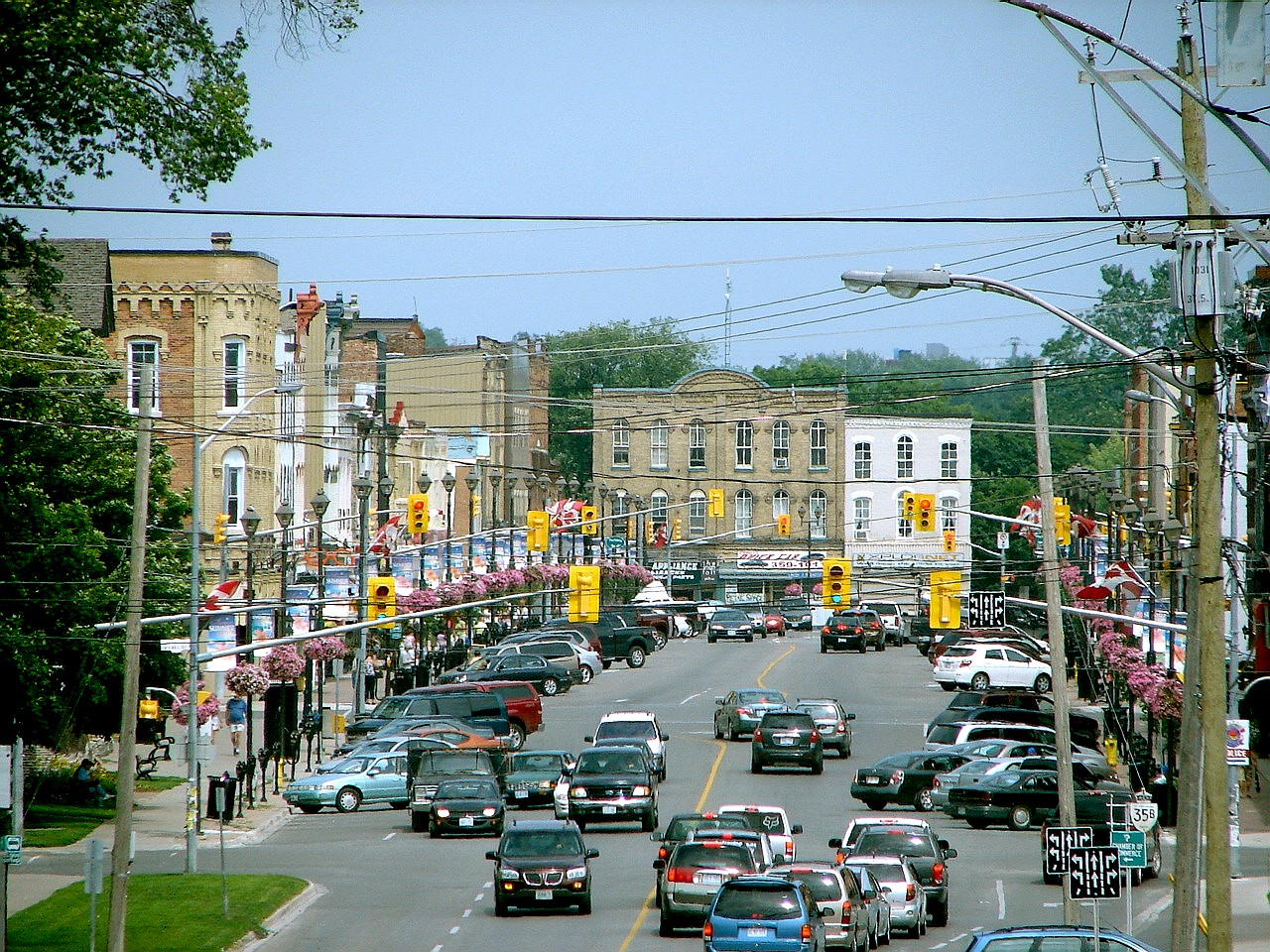
Lindsay

Kawartha Lakes – samodzielne miasto (ang. City of Kawartha Lakes) w południowym Ontario, w Kanadzie. Miasto liczy 69175 mieszkańców (2001) i zajmuje obszar 3059,22 km². Średnia gęstość zaludnienia wynosi 22,6 osoby na km². Kawartha Lakes jest 36. największym miastem w Ontario i 69. w Kanadzie.
Miasto powstało w 2001 poprzez zmianę statusu Hrabstwa Victoria na samodzielne miasto.
Miasto obejmuje 34 ośrodków komunalnych:
- Uphill
- Kale Dalrymple
- Dalrymple
- Victoria Road
- Kirkfield
- Bolosover
- Norland
- Coboconk
- Burnt River
- Baddow
- Rosedale
- Fenelon Falls
- Argyle
- Lorneville
- Woodville
- Little Britain
- Valentia
- Janetville
- Bethany
- Omenee
- Reaboro
- Birch Point
- Greenhurst-Thurstonia
- Dunsford
- Pleasent Point
- Downeyville
- Valentia
- Lindsay
- Pontypool
- Sebright
- Kinmount
- Manila
- Bobcayegeon
- Manvers